# Mitsubishi Motors Corporation
La Mitsubishi Motors Corporation è la quarta azienda automobilistica del Giappone. Fa capo alla holding finanziaria (Keiretsu) Mitsubishi; fa parte dell'alleanza Renault-Nissan-Mitsubishi

## Storia
La Mitsubishi ha portato avanti la produzione delle automobili prima attraverso la Mitsubishi Heavy Industries (fino al 1970), successivamente con la Mitsubishi Motors Corporation.
La prima auto fabbricata (nel 1917) fu anche la prima automobile prodotta in serie in Giappone, quando l'allora Mitsubishi Shipbuilding and Engineering Company presenta la "A", ovvero una Fiat Tipo 3A prodotta su licenza nel paese del sol levante. Nel 1921 la casa decide di dedicarsi esclusivamente ai veicoli industriali, attività che prosegue, con evidente interruzione di guerra, fino al 1959. Negli anni trenta fu prodotta in pochissimi esemplari la PX33, una delle prime vetture a trazione integrale.
Durante la Seconda guerra mondiale la Mitsubishi Heavy Industries fu impegnata nella costruzione di mezzi militari, tra cui il famoso aereo da caccia Mitsubishi A6M Zero, per questo motivo i suoi stabilimenti furono pesantemente bombardati.
Dopo la guerra la Mitsubishi si rimise in piedi costruendo automobili su licenza. Nel 1953 firmò un accordo con l'americana Willys-Overland per costruire in Giappone, sempre su licenza, la famosa Jeep CJ3B: fu prodotta in diversi modelli fino al 1998.
Solo nel 1959 la casa nipponica poté proporre al mercato una piccola berlina di progettazione propria: si trattava di una bicilindrica a 4 posti, di circa 300 cm³. Quando la Mitsubishi presenta la "500" (nome in voga in quegli anni, evidentemente) ha un discreto successo fino al 1962, quando il suo posto è preso dalla "Minica"; nello stesso anno arriva la "Colt 600", nome destinato a rimanere nella storia Mitsubishi, il cui motore è progressivamente aumentato di cilindrata.
A metà degli anni sessanta la Mitsubishi produceva solamente due modelli propri: la Minica e la Colt. Nel 1965 è la volta della "Colt 800", dotata di una interessante carrozzeria fastback. L'anno prima la Casa tenta l'ingresso nella categoria delle berline di cilindrata media con la "Debonair". Nel 1969 appare per la prima volta il nome "Galant", su una quattro cilindri 1300 offerta in una vasta gamma di carrozzerie
L'attività automobilistica della Mitsubishi ha ormai assunto proporzioni tali da consigliare una virata societaria: la marca smette di essere una divisione del gruppo per divenire una società a sé stante: nel 1970 la Mitsubishi Heavy Industries diventa Mitsubishi Motors Corporation (MMC) e passa a cilindrate più grandi, intorno ai 1000cm³. I suoi modelli vengono introdotti negli USA lanciando la nuova gamma: la Colt e la Galant. Negli Usa, dopo un accordo con la Chrysler, questo modello porterà lo stemma della Dodge.
Nel 1970 fu presentato il "Mitsubishi Forte", capostipite della generazione di pick-up che continua ancora oggi a essere prodotta con il nome Mitsubishi L200.
Nel 1973 venne presentala la Mitsubishi Lancer con varie cilindrate da 1,2 di 1,4 e 1,6 litri.
Dal 1975 inizia l'esportazione verso l'Europa e solo nel 1979 approdano le prime vetture in Italia attraverso la Bepi Koelliker, poi MM-Automobili.
Dal 1977 escono dei nuovi modelli: la Debonair seguita da Celeste, Sigma e Lambda. Queste ultime con motore ad albero a camme in testa e cilindrate fino a 2 litri. Con L'uscita della Sapporo vengono introdotte le sospensioni a 4 ruote indipendenti con molle elicoidali, le prime su auto di serie.

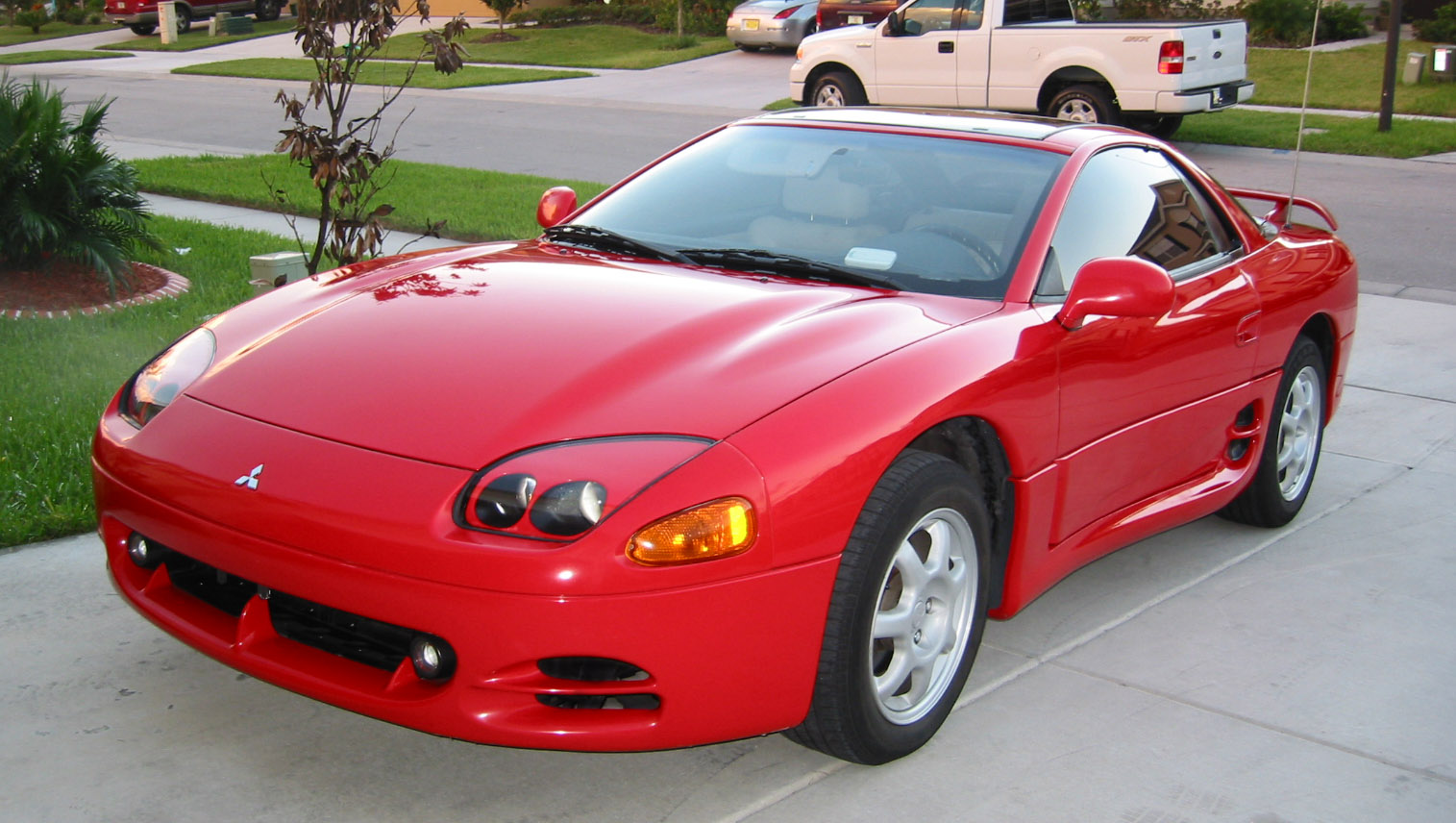
Una GTO conosciuta anche come 3000GT in Gran Bretagna e come Dodge Stealth negli USA

Dal 1980 viene montato anche il primo motore Diesel da 2,3 litri su una Mitsubishi, anche con turbocompressore. Dalla metà degli anni ottanta con un aggiornamento della meccanica e delle linee di carrozzeria e i nuovi modelli Starion Turbo e la Galant Turbo. Nel 1981 viene lanciato il fuoristrada Pajero, che dimostra tutta la sua superiorità vincendo nel 1985 la Parigi-Dakar, vinta poi tante altre volte. Nel 1990 viene introdotto il primo Traction Control System (TCS). A ruota segue la progettazione della nuova trasmissione 4WD SuperSelect, l'ABS Multi-mode e la trasmissione automatica INVECS.
Sempre nell'ottica internazionale, è del 1988 la scelta di aprire nell'Illinois (USA) uno stabilimento in collaborazione con la Chrysler (la nuova società si chiama Diamond Star). La strategia trova adeguato seguito nella decisione di aprire uno sbocco industriale anche in Europa, inaugurando una fabbrica nei Paesi Bassi: anche in questo caso decide di allearsi con un'altra marca ovvero la Volvo (la nuova società è battezzata Nedcar): dalle linee di montaggio uscirà nel 1995 la "Carisma". La casa ha forti ambizioni: ciò è sottolineato anche dall'arrivo (1990) della supercar "3000 GT".
Il 1991 è l'anno della seconda serie della "Pajero" ("Montero" su alcuni mercati), di cui nel 1994 arriva nel Giappone una curiosa versione mini con motore 660, della monovolume "Space Runner" e dell'ennesima nuova versione della "Colt". Nel 1996, un anno prima di essere rivista, la "Pajero" viene affiancata dalla "Sport". Interessante la collaborazione con Pininfarina, che porta nel 1996 al lancio della "Pinin", ispirata come concetto alla "Junior" del 1994: l'auto viene prodotta negli stabilimenti del carrozziere torinese ed ha un buon successo sul mercato europeo.
Del 1996 è l'introduzione del rivoluzionario motore benzina a iniezione diretta GDI. Nel 1999, terza generazione della "Pajero".
Il 18 ottobre del 2002 Mitsubishi e DaimlerChrysler siglano un accordo di cooperazione, volto sia alle sinergie industriali sia allo scambio di know-how tecnico nei settori sia automobilistici e dei veicoli industriali.
Dopo una collaborazione di anni a livello industriale e una fase di studio, il 20 ottobre 2016, il gruppo Nissan-Renault comunica di aver acquisito una quota del 34% del capitale di Mitsubishi, in accordo congiunto, acquisendone il controllo. Dall'accordo nasce il quarto gruppo mondiale dell'automobile con oltre 10 milioni di veicoli venduti nel 2016.

## Modelli di autovettura
- Mitsubishi FTO
- Mitsubishi GTO
- Mitsubishi Galant
- Mitsubishi Colt
- Mitsubishi Grandis
- Mitsubishi Eclipse
- Mitsubishi Lancer
- Mitsubishi Space Runner
- Mitsubishi Space Star
- Mitsubishi Space Wagon
- Mitsubishi Outlander
- Mitsubishi Pajero
- Mitsubishi Pajero Sport
- Mitsubishi Pajero Pinin
- Mitsubishi L200
- Mitsubishi ASX

## Sport

### Calcio
Tra le sezioni calcistiche facenti parte del circolo sportivo aziendale, quella dello stabilimento di Urawa (trasformata, nel 1992, in una società calcistica a regime professionistico con il nome di Urawa Red Diamonds e ancora controllata finanziariamente dall'azienda) ha avuto modo di affermarsi a livello nazionale vincendo quattro titoli e altrettante edizioni della Coppa dell'Imperatore tra la fine degli anni sessanta e i primi anni ottanta. Tra il 2005 e il 2009, il club calcistico dello stabilimento di Kurashiki (denominato Mitsubishi Motors Mizushima), ha disputato cinque stagioni in Japan Football League, terzo livello del campionato giapponese di calcio.

### Competizioni motoristiche

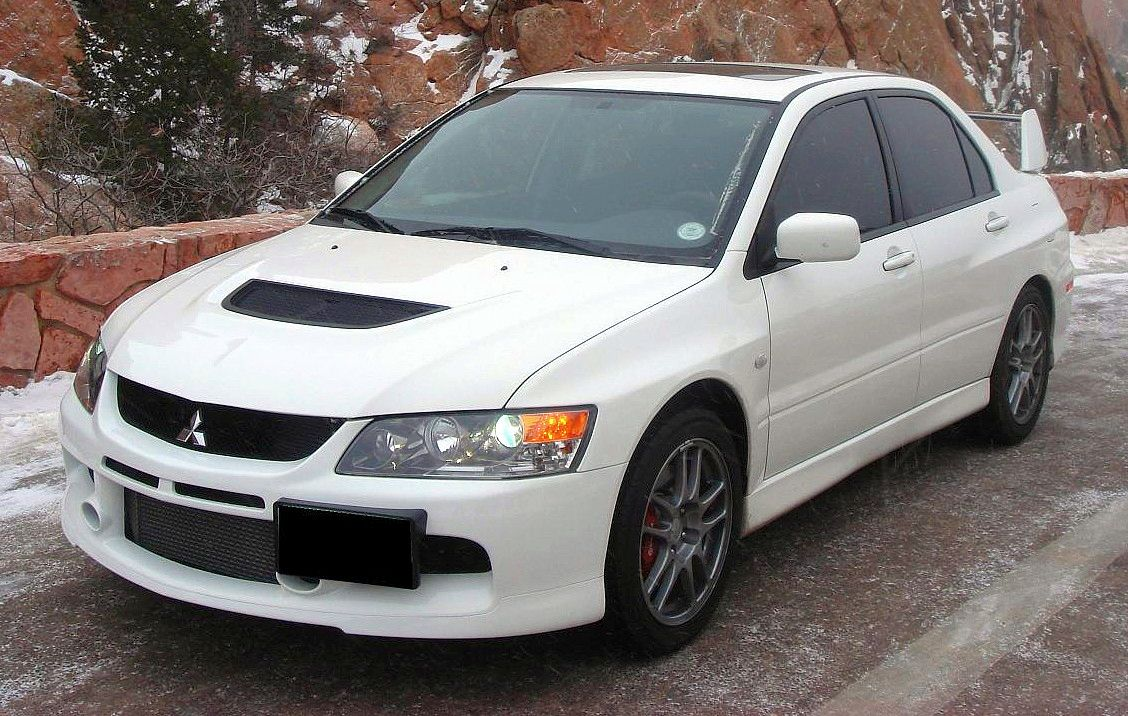
Mitsubishi Lancer EVO IX

Nel mondo delle competizione la Mitsubishi fonda un team nel 1984 conosciuto come Ralliart.
Nei Rally ha gareggiato usando da prima la Galant per poi passare alla Mitsubishi Lancer Evolution, chiamata anche dagli appassionati semplicemente EVO, a oggi arrivati alla decima serie (X). Mitsubishi è stata grande protagonista del Campionato del mondo rally soprattutto nella seconda metà degli anni 90, assieme alle connazionali Subaru e Toyota: a fronte di quattro titoli piloti conquistati dal finlandese Tommi Mäkinen tra il 1996 e il 1999, la Casa giapponese ha vinto un solo titolo costruttori, nel 1998.
Nei Rally-raid, come la Parigi-Dakar o il Rally dei Faraoni, la Casa giapponese si è misurata fin da metà anni 80 usando una versione elaborata del fuoristrada Pajero, il Pajero Evolution, aggiornata col passare degli anni e all'uscita dei nuovi modelli. Tra gli anni 90 e i primi 2000 Mitsubishi ha dominatoi raid: nella gara più importante, il Rally Dakar ha ottenuto 12 vittorie tra il 1985 e il 2007, di cui sette consecutive tra l'edizione 2001 (prima ed unica vittoria di una donna, la tedesca Jutta Kleinschmidt, navigata in quell'occasione da Andreas Schulz) e l'edizione 2007.
Nel 2009 la Mitsubishi Motors si è ritirata dalle corse in seguito all'azzeramento del budget destinato alle competizioni in conseguenza della crisi economica che in quel periodo ha iniziato a colpire gran parte dei Paesi del Mondo.